# Belize (land)

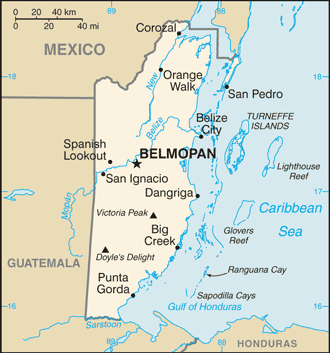
Kaart van Belize

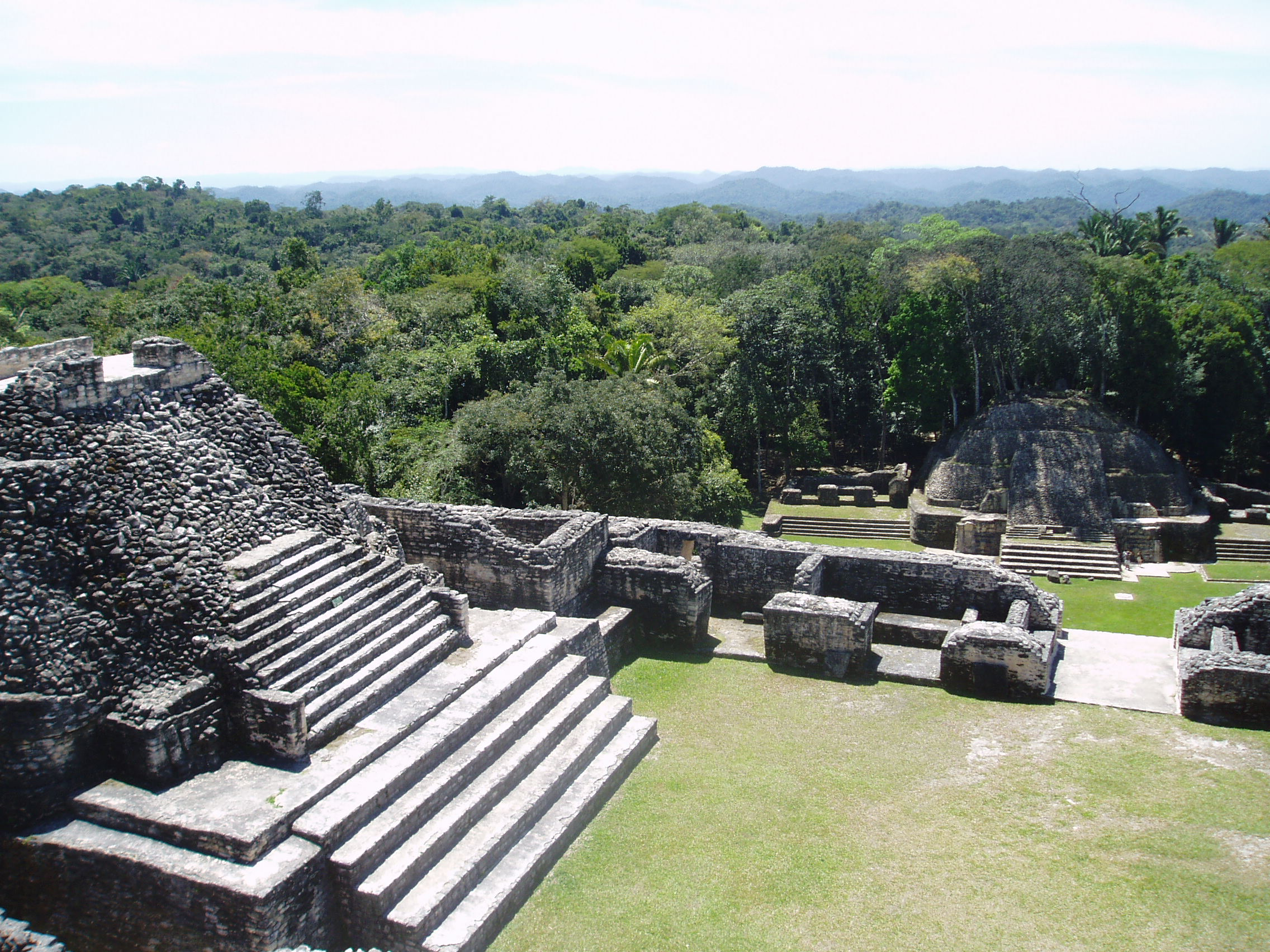
Maya-ruïnes van Caracol

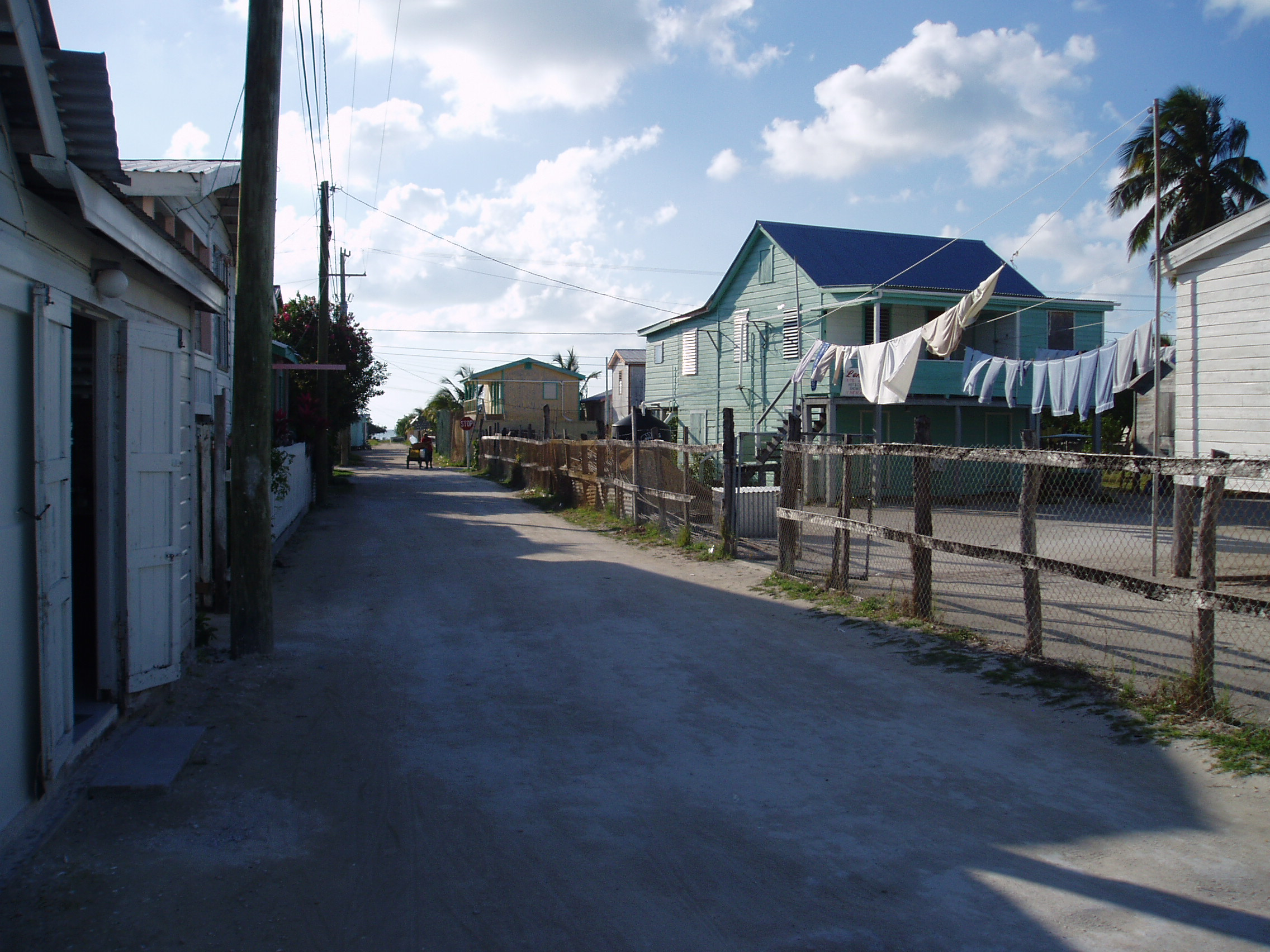
Straatbeeld op Caye Caulker

Belize (vroeger Brits-Honduras) is een land in Centraal-Amerika. Het is lid van het Britse Gemenebest en heeft als staatshoofd de Britse koning Charles III. Het land grenst aan Mexico in het noordwesten, aan Guatemala in het zuiden en westen en aan de Caribische Zee in het oosten. 
Het land heeft weinig hoogteverschillen. De Philip Goldson International Airport ligt ongeveer 15 km ten noordwesten van Belize-stad. In het land worden Engels (officieel), Spaans, Q'eqchi', Mopan, Yucateeks Maya, Plautdietsch en Garifuna gesproken. Het land ligt aan de Caraïbische Zee, en heeft daar een aantal eilanden, waaronder Ambergris Caye, Caye Caulker en de Turneffe-eilanden. De meeste eilanden (maar niet het grootste eiland Ambergris Caye) zijn koraaleilanden.

## Geschiedenis
Het land werd voor de komst van de Spanjaarden bewoond door Maya's. In de 17e eeuw werd het gebied door Britse houthandelaren en piraten gekoloniseerd.
Het werd als Brits-Honduras in 1840 formeel een Britse kolonie, ook al werd er aanspraak op gemaakt door Mexico en Guatemala. De orkaan Hattie bracht in 1961 veel schade in Belize. De regering besloot daarop dat de ligging van de hoofdstad Belize City onder zeeniveau te veel risico's met zich meebracht. Na enkele jaren was de nieuwe hoofdstad Belmopan ontworpen, in het precieze geografische centrum van het land. In de jaren zeventig werd met de verhuizing van regeringsgebouwen begonnen.
In 1964 kreeg Brits-Honduras intern zelfbestuur en in juni 1973 kreeg het de naam Belize. Het effectieve gezag bleef echter in handen van de gouverneur uit Groot-Brittannië. De People's United Party, onder leiding van George Cadle Price, was leider van de onafhankelijkheidsbeweging. Op 21 september 1981, na vertragingen vanwege territoriale geschillen met Guatemala, werd Belize onafhankelijk van het Verenigd Koninkrijk. De nieuwe staat bleef grensconflicten kennen. Er bleef zelfs een Brits garnizoen achter. Het duurde tot 1991 voordat Guatemala Belize erkende. Tot heden is er echter een grensdispuut tussen beide landen. Op veel Guatemalteekse kaarten is Belize (of een deel ervan) als departement van Guatemala afgebeeld.
Op 20 januari 2005 brak er onrust uit, vanwege belastingverhogingen.

## Demografie

### Bevolking
De bevolking is zodanig vermengd dat een onderscheid naar herkomst zeer moeilijk te maken is. De belangrijkste etnische groepen vormen de mestiezen (44%), de creolen (30%), de indianen (vooral Maya's; 11%) en zwarte Cariben (7%); er zijn slechts kleine groepen Europeanen en Aziaten (onder andere Chinezen en Taiwanezen). De verschillende groepen en culturen leven relatief vreedzaam met elkaar samen. In het zuiden van het land leeft een relatief grote kolonie mennonieten. Zie ook het hoofdartikel: Mennonieten in Belize.
Meer dan 50% van de bevolking leeft op het platteland. De levensverwachting van de inwoners van Belize bedraagt 79,9 jaar.

### Religie
In 1960 was bijna 60 % van de bevolking katholiek, 21 % anglicaans en 14 % methodistisch. Recentere cijfers geven ca. 50 % aan als katholiek, 7,4 % pinkstergemeente, 5,3 % anglicaans, 5,2 % zevendedagsadventisten, 4,1 % mennonieten, 3,5 % methodisten, 1,5 % Jehova's getuigen, 14 % "anders", ca. 9 % niet religieus.

### Taal
De officiële taal is Engels. Het Engels wordt hoofdzakelijk door de overheid gebruikt en door zo'n 6% van de bevolking als moedertaal. De helft van de bevolking spreekt Spaans als moedertaal en veel andere mensen spreken het als tweede taal. 37% spreekt Kriol, een Engelse creoolse taal, als moedertaal, maar veel mensen spreken dit ook als tweede taal. Daarnaast wordt er door kleine minderheden enkele Mayatalen gesproken, alsmede Garifuna en Plautdietsch.

## Bestuurlijke indeling
Belize is onderverdeeld in zes districten (districts). De districten zijn verder onderverdeeld in gemeenten, aangeduid als stad (city), town (town), dorp (village) of gemeenschap (community).

## Geografie

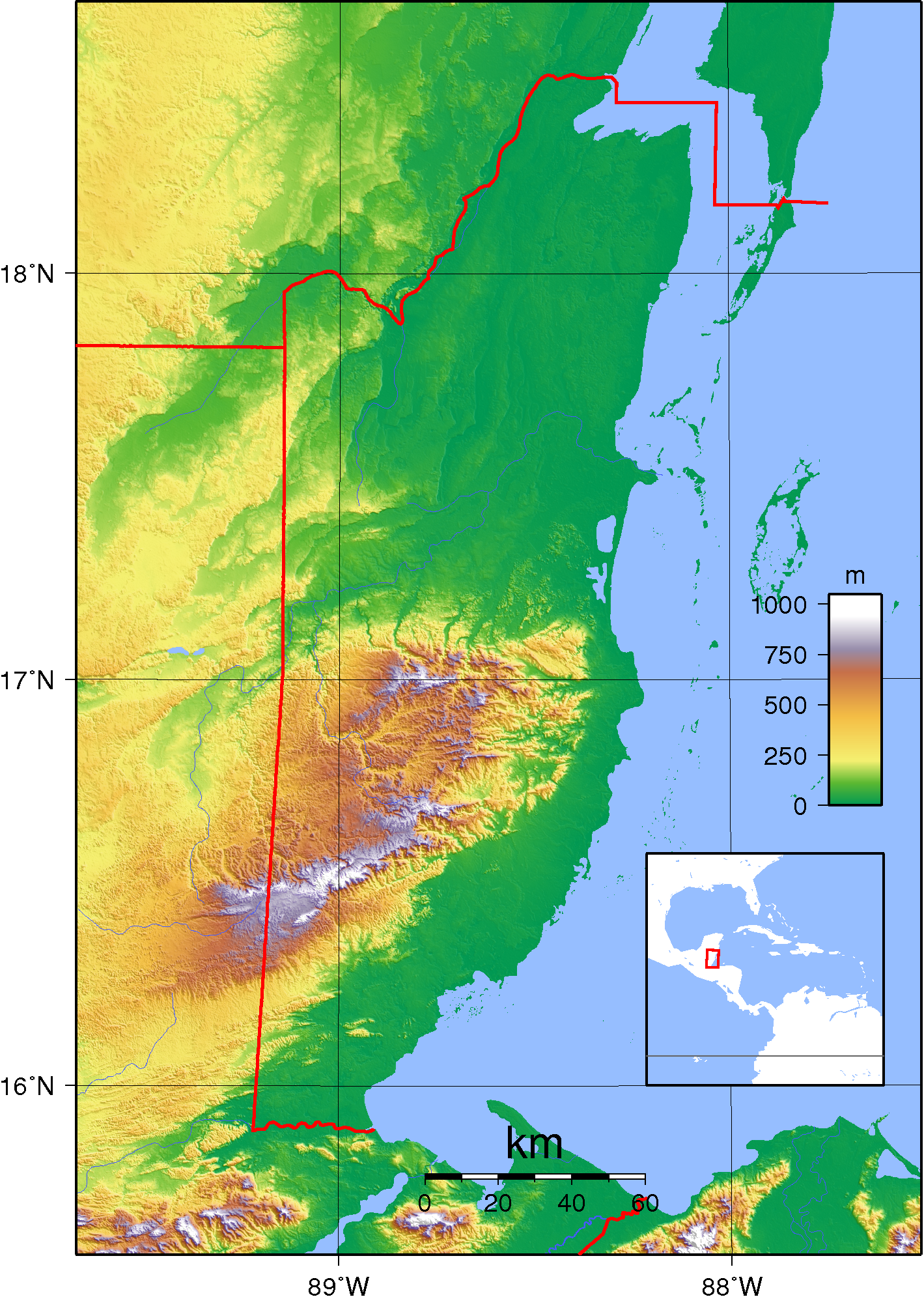
Topografische kaart van Belize

De belangrijkste rivieren van Belize zijn de Río Hondo, die een groot deel van de grens tussen Belize en Mexico vormt en door de Mexicaanse grensstad Chetumal stroomt, de Belize die langs Belmopan en door Belize City, en de Sarstoon, die de zuidgrens van Belize vormt.
Het enige gebergte van belang is het Mayagebergte, in zuidelijk centraal Belize. Hier ligt ook de hoogste berg van Belize, de 1124 meter hoge Doyle's Delight.
Naast het Mayagebergte bestaat het land uit heuvels met tropische wouden in het binnenland en moerasvlakten aan de kust, waar de plantengroei wordt overheerst door mangrovebossen. Langs de kust ligt het op een na grootste koraalrif ter wereld, het Barrièrerif van Belize en er heerst een tropisch klimaat. Tussen september en november is het seizoen van de orkanen. Het land heeft veel flora en fauna.

### Steden en dorpen
- Hoofdstad: Belmopan (12.300 inwoners).
- Grootste stad: Belize City (54.000 inwoners).
- Overige plaatsen (minder dan 25.000 inwoners): Benque Viejo, Big Creek, Corozal, Caledonia, Dangriga, Hopkins Village, Hill Bank, Indian Church, Orange Walk, Punta Gorda, San Miguil, Sierra De Agua, Red Bank, Stan Creek, Middlesex, San Ignacio, Palmar Camp, Monkey River, Caseremo Palma en San Antonio.

## Economie
Landbouw is de belangrijkste economische sector. Er worden suikerriet, citrusvruchten en bananen geteeld, vooral voor de uitvoer. Industrie en infrastructuur zijn slechts beperkt ontwikkeld.
Het belang van het toerisme neemt echter in snel tempo toe. Belize heeft vele Maya-ruïnes, waarvan die bij Caracol en Xunantunich de bekendste zijn. Het land trekt ook veel belangstelling vanwege de regenwouden en koraalriffen. Aan de kust zijn Ambergris Caye, Caye Caulker en Placencia de belangrijkste toeristencentra; in het binnenland ziet vooral San Ignacio veel bezoekers.

## Bezienswaardigheden
- Barrièrerif van Belize
- Caracol
- Xunantunich

## Politiek
Belize is een parlementaire monarchie en een parlementaire democratie. Charles III is het staatshoofd van de Commonwealth realm en hij draagt dan ook de titel 'Koning van Belize'. De koning(in) wordt vertegenwoordigd door een gouverneur-generaal die aangewezen wordt door het staatshoofd, op advies van de minister-president. Het land is lid van het Gemenebest van Naties.
De gouverneur-generaal vertegenwoordigt het staatshoofd in Belize. Hij voert de taken van de koning(in) uit en vertegenwoordigt de Kroon binnen de overheid. Hij wordt op advies van de minister-president voor een termijn van 5 jaar aangesteld. De gouverneur-generaal ontslaat en stelt ministers aan, ondertekent de wetten en corrigeert overheidsinstellingen. De minister-president is regeringsleider.
De twee grootste politieke partijen in Belize zijn de People's United Party (PUP) en de United Democratic Party (UDP). Beide partijen staan ongeveer in het politieke centrum, de stemkeuze van de meeste Belizanen wordt vooral bepaald door de traditie en woonplaats. De huidige minister-president van Belize (sinds 2020) is Johnny Briceño van de PUP.